# Lieser (rivière d'Autriche)
Pour les articles homonymes, voir Lieser.
La Lieser est une rivière autrichienne longue de 50 km qui coule dans le nord-ouest du land de Carinthie. Elle est un affluent en rive gauche de la Drave et donc un sous-affluent du Danube. La Lieser prend sa source au pied du chaînon d'Ankogel près du col de Katschberg, dans les Hohe Tauern et finit sa course au sud de Spittal an der Drau.
La vallée du fleuve (en allemand : Liesertal) sépare les Hohe Tauern à l'ouest des Alpes de Gurktal à l'est. Elle constitue une voie vitale depuis l'Antiquité ; aujourd'hui, l'autoroute A10 relie la Carinthie à Salzbourg. La Lieser est une rivière populaire pour la pratique du kayak et du rafting.